# Erato Records
Erato Records é  uma gravadora  fundada em 1953 para promover a música clássica francesa. Em 1992 se tornou parte do grupo Warner Bros. Em 1999, a Erato lançou sua subsidiária denominada Detour Records. 
A Erato foi responsável pela gravação das sonatas para piano, completas,  de Domenico Scarlatti, executada por Scott Ross em 1988 resultando num box de 34 CDs.